# Cumbres Mayores
Cumbres Mayores – gmina w Hiszpanii, w prowincji Huelva, w Andaluzji, o powierzchni 121,61 km². W 2011 roku gmina liczyła 1898 mieszkańców.